# Subterráneo Records
Subterráneo Records est un label discographique espagnol, basé à Valence.

## Histoire
La première phase du label, entre 1996 et 1998, est une période basée principalement sur l'auto-édition des artistes qui composent le catalogue de Subterráneo Records,. La distribution pour l'ensemble de l'Espagne est d'abord assurée par Distrimusic et, plus tard, par Locomotive Music. Avec plus de 40 références publiées, Subterráneo Records reste le label indépendant le plus prolifique de la Communauté valencienne. Parmi ses artistes figurent Morgana vs. Morgana, Benito Kamelas, Transfer, Gigatron, Jah Macetas y El Rumbero Jamaicano, Arkada, Felpudo Tos, Huevos Duros, Los Incatalogables y Yo, Nereida, Mak y Los Desertores, Los Morcillos, Antídoto, M y Railes.
Mai 2014 marque le retour à l'activité de Subterráneo Records avec la curieuse légende de « maison de disques à but non lucratif ». Ils rééditent tout le catalogue musical de Huevos Duros ainsi que l'album De espías, policías y ladrones... du groupe valencien Cómplices, maintenant sous le nom artistique de 3Cómplices. Toutes ces œuvres sont distribuées uniquement en format numérique, mais avec de nouveaux graphiques et un nouveau mastering. En juin 2015 sort le vinyle Aviso : se lee 3Cómplices, un 45 tours de 3Cómplices. Son fondateur, Manolo Rock Aguilar, décide de mettre fin au projet en décembre 2018.